# Mateusz Żyniew
Mateusz Żyniew v. Zyniew herbu Pawęża (zm. 14 lipca 1814 w Wiejsiejach) – hrabia, starosta berżnicki, konsyliarz Rady Nieustającej w 1775,  konsyliarz powiatu wołkowyskiego w konfederacji generalnej Wielkiego Księstwa Litewskiego konfederacji targowickiej w 1792. Kawaler Orderu św. Stanisława od 1789.

## Życiorys
Był elektorem Stanisława Augusta Poniatowskiego. Członek konfederacji Adama Ponińskiego w 1773. Był posłem starodubowskim na Sejm Rozbiorowy (1773–1775), wszedł w skład delegacji wyłonionej pod naciskiem dyplomatów trzech państw rozbiorczych, mającej przeprowadzić rozbiór. 18 września 1773 podpisał traktaty cesji przez Rzeczpospolitą Obojga Narodów ziem zagarniętych przez Rosję, Prusy i Austrię w I rozbiorze Polski. Członek konfederacji Andrzeja Mokronowskiego w 1776 roku.  Jako poseł grodzieński na sejm grodzieński 22 lipca 1793 podpisał traktat cesji przez Rzeczpospolitą ziem zagarniętych przez Rosję w II rozbiorze Polski. Członek konfederacji grodzieńskiej w 1793. Pruski tytuł hrabiego uzyskał w 1798. Ożeniony z księżną Wiktorią Ogińską, zmarł bezpotomnie.
Był Mistrzem Katedry lóż wolnomularskich Dobry Pasterz w 1777 roku i Gorliwy Litwin w 1780 roku.